# Terin Humphrey
Terin Marie Humphrey (St. Joseph, 14 agosto 1986) è un'ex ginnasta statunitense.
Alle Olimpiadi di Atene nel 2004 fa parte della Nazionale statunitense che vince l'argento al concorso a squadre. Vince inoltre un argento alle parallele davanti alla connazionale Courtney Kupets e dietro Emilie Le Pennec.
Il 18 marzo 2008 ha annunciato il ritiro. Vive a Bates City nel Missouri.